# Дојцен
Дојцен (њем. Deutzen) општина је у њемачкој савезној држави Саксонија. Једно је од 41 општинског средишта округа Лајпциг. Према процјени из 2010. у општини је живјело 1.939 становника. Посједује регионалну шифру (AGS) 14729090.

## Географски и демографски подаци
Дојцен се налази у савезној држави Саксонија у округу Лајпциг. Општина се налази на надморској висини од 143 метра. Површина општине износи 6,6 km². У самом мјесту је, према процјени из 2010. године, живјело 1.939 становника. Просјечна густина становништва износи 293 становника/km².